# Brzeg Dolny
Brzeg Dolny (Duits: Dyhernfurth) is een stad in het Poolse woiwodschap Neder-Silezië, gelegen in de powiat Wołowski. De oppervlakte bedraagt 17,2 km², het inwonertal 12.891 (2005). Het is tevens de zetel van de gemeente Brzeg Dolny.